# Tarquinio Jacometti
Tarquinio Jacometti (* 1570 in Recanati; † 1638 ebendort) war ein italienischer Bildhauer und Gießer. 

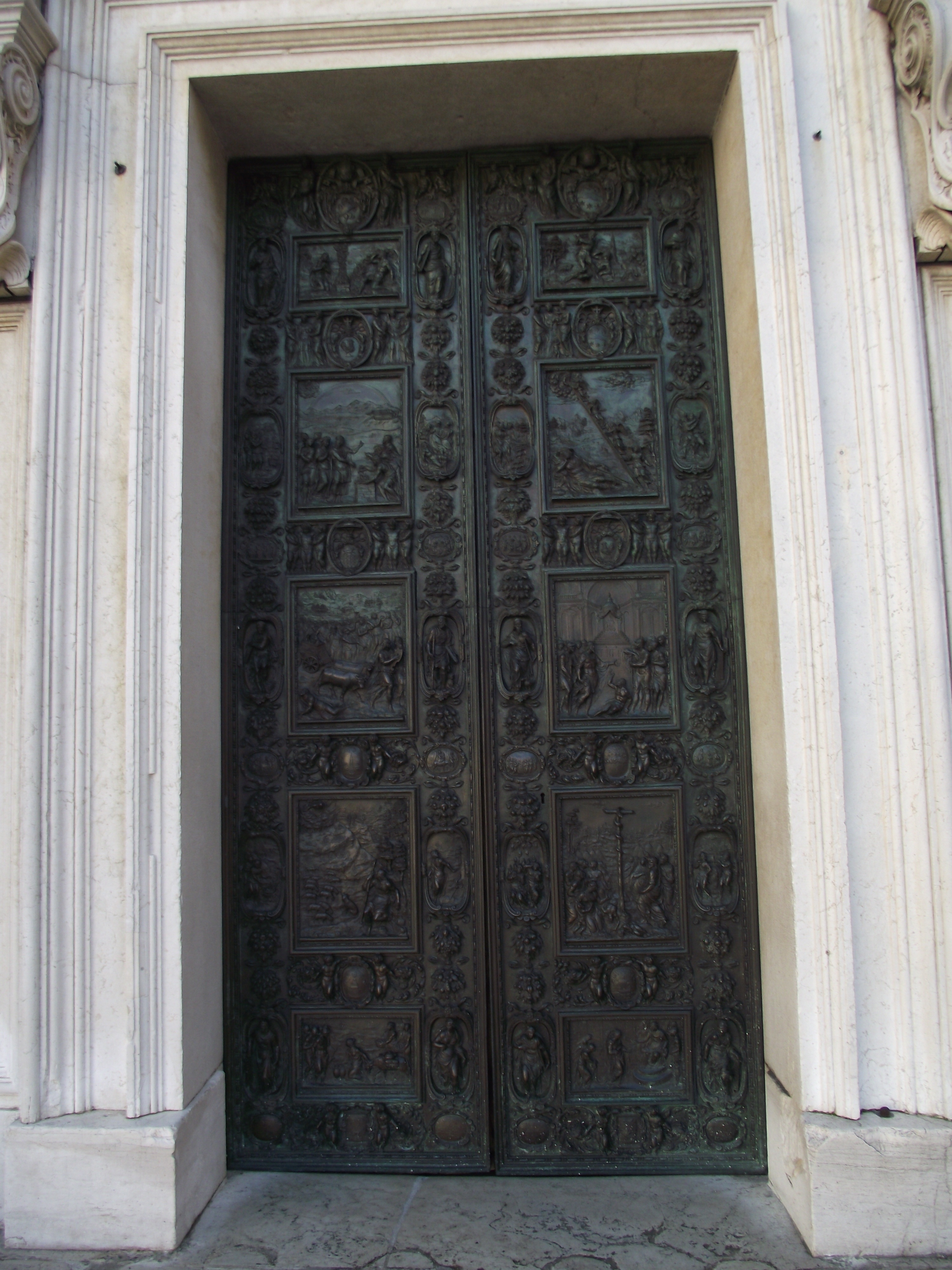
Die rechte Tür der Basilika Loreto

## Leben
Er wurde in Recanati geboren und war der Enkel des Bildhauers und Gießers Antonio Calcagni, bei dem er seinen Beruf erlernte. Nach dem Tod von Calcagni vollendete Tarquinio Jacometti zusammen mit Sebastiano Sebastiani die rechte Monumentaltür der Basilika von Loreto. Danach arbeitete er als Bildhauer mit seinem Bruder Pier Paolo Jacometti zusammen, mit dem er die Fontana dei Galli (1614–1616) und die Fontana Maggiore (1619–1620), beide in Loreto, schuf. Danach arbeiteten sie in Faenza, Macerata, Recanati, Osimo und Ascoli Piceno. 

## Werke
- Medaillon mit Porträt des Kardinals Gallo (1613)
- Fontana dei Galli, (1614–1616) Loreto
- Dekoration für den Fontana Maggiore (1619–1620), Piazza della Madonna, Loreto
- Bronzen für den Brunnen auf der Piazza Maggiore (1619–1620), Faenza
- Bronzen für das Taufbecken (1623), San Flaviano, Recanati
- Büste Kardinal Pio di Savoia (1623), Recanati
- Büste Kardinal Pio di Savoia (1623), Macerata
- Taufbecken (1629) Baptisterium, Osimo
- Denkmal für Vincenzo Cataldi (1630) San Francesco, Ascoli Piceno